# Grand Dôme (Germania)
Pour les articles homonymes, voir Grand Dôme.
Le Grand Dôme (Große Halle) ou Halle du peuple (Volkshalle) est un projet architectural monumental qui devait voir le jour à Berlin sous le régime national-socialiste, dans le cadre de la reconstruction de la ville : Gesamtbauplan für die Reichshauptstadt. Il a été dessiné par Albert Speer.

## Conception du projet

### Nature du bâtiment
La notion de « Volk » (qui signifie « peuple » avec une connotation ethnique, voire raciale) est centrale pour le mouvement völkisch dont le national-socialisme est un courant. Dès lors, il était logique que le régime national-socialiste dédie au « Volk » un bâtiment qui matérialise son unité communautaire. L'intérieur du bâtiment était conçu comme espace de rassemblement du peuple allemand et devait pouvoir accueillir entre 150 000  et   180 000 visiteurs pour des manifestations à caractère acclamatoire. Le but du bâtiment était d'impressionner les nations et de manifester la puissance de l'État national-socialiste.
Hitler voulait se présenter à la foule dans un édifice quasi-sacré symbolisant la communauté du peuple allemand. Le bâtiment a donc une finalité politique et idéologique.
Mais l'idée de manifester la cristallisation du sentiment populaire par le biais d'un édifice central propice au rassemblement n'était pas une idée nouvelle du national-socialisme ; cette idée fut explorée dans le cadre de différents mouvements utopistes et révolutionnaires :
- elle a été fréquemment invoquée dans les débats de l'architecture utopiste après la Première Guerre mondiale[2] : les exemples les plus connus des années 1920 sont le Stadtkrone de Bruno Taut et la Zukunftskathedrale des Sozialismus dont Walter Gropius dans son premier manifeste du Bauhaus.
- les architectes des Lumières avaient imaginé des lieux de rassemblement communautaires manifestant l'union des citoyens : ainsi, Klaus Lankheit mentionne dans son ouvrage Der Tempel der Vernunft (le Temple de la Raison), que la coupole d'un monument conçu vers 1793 par Étienne-Louis Boullée, à la gloire de la « Raison » chère à la Révolution française, avait un diamètre de 260 mètres[3].

### Emplacement
Le Grand Dôme, bâtiment majeur de Germania, devait être construit à l’extrémité nord de l’axe nord-sud, dans le quartier du Spreebogen, méandre de la Spree. Pour cela, il aurait fallu détourner légèrement le cours du fleuve. Dès 1925, Hitler avait dessiné une première esquisse du projet. En 1937, Speer fut chargé du remodelage de Berlin, et le projet initial fut repris et modifié.
À l’endroit où aurait dû être construit le bâtiment se trouve aujourd’hui la Chancellerie fédérale (Bundeskanzleramt), ainsi que le parc du méandre de la Spree (Spreebogenpark (de)).

### Financement
Hitler évalua les coûts de construction à environ un milliard de Reichsmarks, qu’il entendait financer principalement par des recettes touristiques (entrées payantes). La fin de la construction du dôme, comme celle de la plupart des autres bâtiments de Germania, était prévue pour l’année 1950. La démolition de l’Alsenviertel (de) dans le méandre de la Spree ainsi que le détournement de la rivière commencèrent dès 1939.

### Inspirations

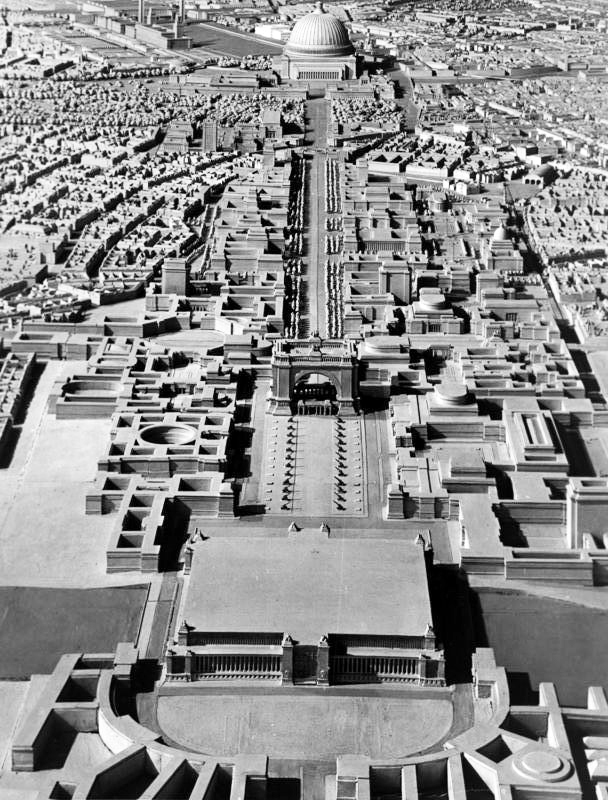
Le dôme du bâtiment est visible en haut de l'illustration, qui présente une perspective de la réorganisation spatiale de Berlin. À titre de comparaison, la porte de Brandebourg se trouve en face du Grand Dôme.

L’esquisse réalisée par Hitler en 1925 s’inspire fortement de la Befreiungshalle de Kelheim. Selon Albert Speer, le dictateur s’est également inspiré du Panthéon de Rome, qu’il avait visité lors d’un voyage privé le 7 mai 1938. L'intérêt de Hitler pour ce bâtiment était néanmoins antérieur. Divers éléments puisent leur inspiration du Panthéon romain : le dôme à caissons, la rangée de colonnes. On compte aussi des fenêtres aveugles avec des pilastres.
Speer affirme que les proportions du Panthéon de Paris, qu'il visita le 24 juin 1940 avec d'autres artistes officiels du régime, dont l'architecte Hermann Giesler et le sculpteur Arno Breker, impressionnèrent vivement Hitler.

## Architecture du projet
Le grand dôme fut conçu par l'agence personnelle d'Albert Speer. Ce dernier devait s'inspirer d'un bâtiment à coupole dessiné par Hitler en 1925. Ce dessin a inspiré Speer, mais les proportions d'origine n'ont pu être respectées. Albert Speer conçut de multiples versions du projet. La maquette définitive date de 1939 et propose un bâtiment beaucoup plus richement décoré que les versions précédentes : au lieu d'être lisses et de dresser une silhouette sobre, les murs sont entièrement sculptés ; les angles en saillie comportent quatre pilastres en avancée ; au-dessus des colonnes, il y a de vastes réceptacles en bronze.

### Architecture extérieure
Le projet prévoyait un énorme bâtiment rectangulaire surmonté d'une coupole de courbure légèrement parabolique.
- Le dôme du bâtiment aurait été très grand, seize fois plus grand que le dôme de la basilique Saint-Pierre de Rome. Sa coupole devait reposer sur un socle carré de 315 mètres de côté et sa hauteur totale aurait été de 290 mètres. La grande salle de réunion devait accueillir 150 000 personnes. À certains égards, ce bâtiment s'inspirait du Panthéon de Rome : la halle du peuple devait avoir une ouverture circulaire pour laisser passer la lumière, mais cette ouverture avait un diamètre de 46 mètres, dépassant ainsi celui de toute la coupole du Panthéon de Rome (43 mètres) et du dôme de Saint-Pierre de Rome (44 mètres)[6].
- Le Dôme aurait eu une coloration verte, car il aurait été couvert de plaques de cuivre patiné.
- Le Dôme aurait été surmonté d'une lanterne vitrée de 40 mètres de haut, réalisée dans une construction métallique légère. Au-dessus de cette lanterne, se trouvait un aigle tenant une croix gammée dans ses serres, que Hitler fit remplacer par un globe terrestre en 1939[7].
- La Spree aurait été élargie jusqu'à constituer un vaste plan d'eau de part et d'autre du Grand Dôme.
- L’entrée monumentale, composée de 34 colonnes de 30 mètres de haut ayant un diamètre de 3 mètres, aurait été flanquée de deux statues de 15 mètres de haut, dont la réalisation devait être confiée à Arno Breker : une représentation d’Atlas portant le globe terrestre et une autre de Tellus[8]. Le portique aurait été flanqué de chaque côté d’une tour angulaire décorée d’un quadrige.

### Architecture intérieure
Le bâtiment projeté ne devait avoir qu’un seul et unique espace intérieur, d’une surface au sol d’environ 38 000 m2.
Une niche de 50 mètres sur 28, d'où se serait exprimé Hitler, aurait été recouverte de mosaïques et aurait supporté une statue de 24 mètres figurant un aigle. Les 180 000 auditeurs se seraient trouvés sur la scène circulaire centrale ou assis sur trois niveaux concentriques de sièges, couronnés par cent colonnes de marbre de 24 mètres destinées à supporter le plafond. Les rangées de sièges encerclent une arène circulaire de 140 mètres de diamètre, semblable au palais des Congrès du Reichsparteitagsgelände, à Nuremberg, lui-même s'inspirant du Colisée de Rome.
L’intérieur devait être réalisé de la façon la plus sobre possible. Albert Speer le décrivit plus tard de la façon suivante :
« Des tribunes disposées en trois rangées circulaires autour de la surface intérieure s’élevaient jusqu’à une hauteur de 30 mètres autour d’une surface circulaire de 140 mètres de diamètre. Une couronne de cent piliers de marbre dont la hauteur (24 m) restait presque à l’échelle humaine était interrompue, face à l’entrée, par une niche de cinquante mètres de hauteur et de 28 mètres de largeur, dont le sol devait être recouvert de mosaïque dorée. Devant celle-ci se trouvait une aigle du Reich dorée, sur un socle marmoréen de 14 mètres de haut, tenant une croix gammée entourée de feuilles de chêne dans ses serres. Ce devait être la seule décoration figurative. Sous cette châsse se trouvait le pupitre d’orateur du « Führer », mais il disparaissait quasiment dans cet espace gigantesque. […] J’essayais de faire ressortir cet endroit par des moyens architecturaux, mais c’est à ce moment que les inconvénients d’une architecture devenue démesurée apparurent. Hitler disparut en son sein et fut ravalé au rang de néant optique. »

### Espace devant le bâtiment
Au sud du Grand Dôme devait être aménagée une vaste place entourée de bâtiments administratifs, la place Adolf-Hitler. À l’arrière du bâtiment, en direction du nord-ouest, sur le côté nord de la Spree, en direction de la gare de Stettin (actuelle gare du Nord), devait être aménagé un miroir d'eau mesurant 1200 x 400 m dans lequel la coupole devait se refléter. La ressemblance avec le Mémorial Lincoln de Washington et le miroir d’eau (en:Lincoln Memorial Reflecting Pool) n’est probablement pas fortuite (bâtiment à coupole, bassin et situation sur un axe est-ouest en direction du Capitole). Mais Speer en a considérablement accru les dimensions.

### Possibles problèmes de construction

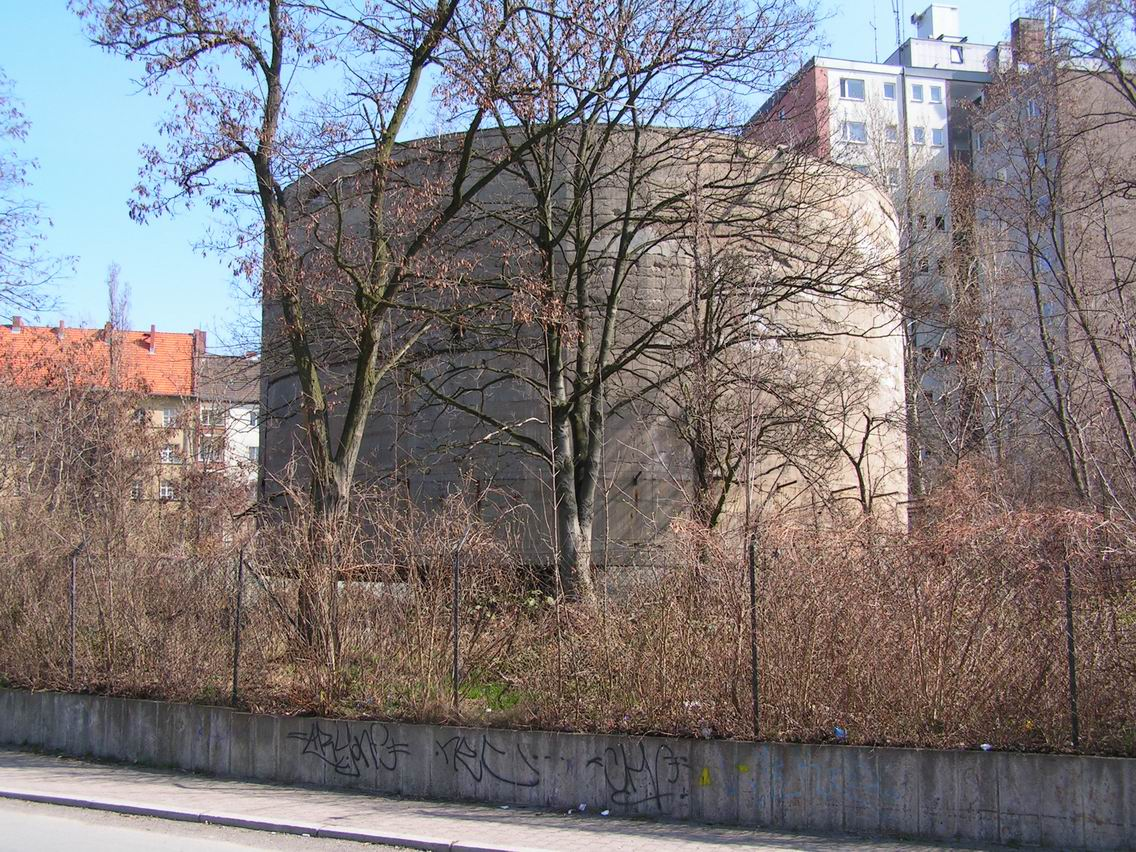
La Schwerbelastungskörper à Berlin, bâtiment expérimental utilisé pour tester d'éventuels problèmes de structure.

Bien que le Grand Dôme n'ait jamais été construit, des critiques ont affirmé que la construction du bâtiment aurait été problématique, tant sur le plan architectural qu'acoustique.
Du point de vue architectural, selon Speer, couvrir d'une voûte une enceinte de 250 mètres ne posait pas de problème : les constructeurs de ponts des années 1930 n'avaient pas de difficulté à réaliser des constructions comparables, en béton armé, et impeccables du point de vue statique.
Quant à l'acoustique, qui pose dans toutes les salles à coupole un problème particulier, Albert Speer consulta des acousticiens renommés qui calculèrent, « à son grand soulagement », qu'en prenant quelques mesures préventives, elle serait satisfaisante.
Le conseiller ministériel Knipfer, chargé des questions de protection aérienne au Ministère de l'Air, alerta en vain sur le danger que le Dôme ne manquerait pas de présenter, comme point de repère idéal pour les escadrilles ennemies sortant des basses couches de nuages, et visant le centre politique de la capitale du Reich,.
Dans un entretien avec James P. O'Donnell, Albert Speer a examiné diverses objections et en a éliminé certaines. Un bâtiment d’une telle taille aurait cependant posé un certain nombre de problèmes, comme la cohabitation dans une même structure, en hiver, d’une telle foule. Des expériences similaires ont rendu compte de ces difficultés, comme au Vehicle Assembly Building de la NASA, ou au Goodyear Airdock aux États-Unis.
En outre, parce que Berlin a été fondée sur des marécages, certains ingénieurs ont douté de la réalisation de la construction sur un tel sol. Des tests avaient été réalisés, notamment avec le Schwerbelastungskörper, un cylindre de béton de 12 650 tonnes et de 18 mètres de haut (abandonné, il a été classé monument historique en 1995).

### Matériaux utilisés
Pour la réalisation de la coupole, Albert Speer aurait aimé éviter le recours à l'acier, mais Hitler s'y opposa et Speer rallia son point de vue.
Pour la réalisation des fondations, sur les recommandations des ingénieurs, il fut décidé de recourir à des blocs de béton, dont le volume aurait été de plus de trois millions de mètres cubes.
En même temps que cette utilisation de l'acier et du béton, il était prévu selon Hitler de recourir au granite comme matériau de construction : « Le Grand Dôme doit être construit de telle façon que la basilique Saint-Pierre et la place du même nom puissent y disparaître. Nous prenons du granite comme matériau de construction. Même les blocs erratiques les plus anciens qui constituent la roche primitive de la plaine d'Allemagne du Nord ne montrent guère de signes d’érosion. Ces bâtiments seront encore là dans dix mille ans si la mer ne recouvre pas de nouveau la plaine d’Allemagne du Nord. ». Les granites qui devaient servir à recouvrir les façades venaient d'Allemagne, mais aussi de Suède méridionale et de Finlande.
Pour la décoration, le recours à des matériaux précieux était prévu : ainsi, la Terre et le Ciel supportés par Tellus et Atlas auraient été recouverts d'émail, les contours et les constellations incrustés d'or.

## Dans la culture populaire
- Dans la saison 2 de la série télévisée uchronique The Man in the High Castle, le bureau du Führer se situe dans le Grand Dôme. Heinrich Himmler y prononce un discours dans le dernier épisode, devant la garde prétorienne.
- Le Grand Dôme est également visible dans le jeu vidéo Wolfenstein: The New Order.